# 10884 Цубой
10884 Цубой (10884 Tsuboimasaki) — астероїд головного поясу, відкритий 7 листопада 1996 року.
Тіссеранів параметр щодо Юпітера — 3,391.
Названо на честь Цубой (яп. つぼい(坪井) цубой).